# Ina Meschik
Ina Meschik (Sankt Veit an der Glan, 25 settembre 1990) è un'ex snowboarder austriaca.

## Palmarès

### Mondiali juniores
- 3 medaglie:
  - 1 argento (slalom gigante parallelo a Valmalenco 2008)
  - 2 bronzi (slalom gigante parallelo a Nagano 2009; slalom gigante parallelo a Snow Park 2010)

### Coppa del Mondo
- Miglior piazzamento nella Coppa del Mondo di parallelo: 5ª nel 2016 e nel 2017
- Miglior piazzamento nella Coppa del Mondo di slalom parallelo: 3ª nel 2016
- Miglior piazzamento nella Coppa del Mondo di slalom gigante parallelo: 4ª nel 2017
- 8 podi:
  - 1 vittoria
  - 2 secondi posti
  - 5 terzi posti

#### Coppa del Mondo - vittorie
| Data             | Località        | Paese  | Specialità |
| ---------------- | --------------- | ------ | ---------- |
| 15 dicembre 2016 | Carezza al Lago | Italia | PGS        |

Legenda:

PGS = Slalom gigante parallelo